# زومبي أس
زومبي أس (باليابانية: ゾンビアス) هو فيلم رعب كوميدي ياباني صدر في 2011 للمخرج نوبورو إيغوشي وبطولة أريسا ناكامورا، صدر الفيلم لأول مرة في مهرجان السينما بأوستن (تكساس) في سبتمبر 2011، وثاني مرة في الإصدار الرسمي باليابان في فبراير 2012.

## القصة
في رحلة إلى الغابة، ترافق طالبة الكاراتيه الشابة ميغومي، التي تعاني من الشعور بالذنب بسبب انتحار أختها التي تعرضت للتنمر، أربعة من أصدقائها الأكبر سنًا: الفتاة الذكية آيا، وصديقها المدمن على المخدرات تاكي، وعارضة الأزياء ذات القوام الممتلئ ماكي، والفتاة المهووسة ناوي. تبدأ الأمور في التدهور عندما تجد ماكي دودة طفيلية داخل سمكة، وتأكلها على أمل أن تحافظ على نحافتها. تشعر لاحقًا بآلام في معدتها وتقضي حاجتها في مرحاض خارجي. يبدو أن الدودة الطفيلية التي أكلتها وضعت بيضًا في معدتها وخرجت منها أثناء نوبة الإسهال. بينما كانت ماكي في المرحاض، اكتشفت وجود زومبي داخل فتحة المرحاض، يمسك بأردافها. ومع ذلك، قررت أن تطلق الريح، مما جعل الزومبي يسعل لأن ريحها كانت كريهة الرائحة للغاية. قررت الخروج من المرحاض، ثم أطلقت ريحًا كريهة الرائحة أخرى قبل أن تفقد الوعي. وبعد فترة وجيزة، تعرضوا للهجوم من قبل حشد من الموتى الأحياء المغطون بالبراز والذين خرجوا من المرحاض الخارجي الذي استخدمه ماكي.

## روابط خارجية
- زومبي أس على موقع IMDb (الإنجليزية)
- زومبي أس على موقع روتن توميتوز (الإنجليزية)
- زومبي أس على موقع ألو سيني (الفرنسية)
- زومبي أس على موقع أول موفي (الإنجليزية)
- زومبي أس على موقع فيلمافينيتي (الإسبانية)
- زومبي أس على موقع قاعدة بيانات الفيلم (الإنجليزية)
- زومبي أس على موقع ليتربوكسد (الإنجليزية)
- زومبي أس على موقع كينوبويسك (الروسية)
- الموقع الرسمي
 (باليابانية)